# الیزابت اسمالی
الیزابت اسمالی (انگلیسی: Elizabeth Smylie؛ زادهٔ ۱۱ آوریل ۱۹۶۳) یک تنیس‌باز اهل استرالیا است.